# Ernesto Parga
Ernesto Antonio Parga (Buenos Aires, 26 novembre 1935 – 5 ottobre 1990) è stato un pallanuotista argentino.
Ha fatto parte della Argentina, che ha partecipato ai Giochi di Roma 1960, nel torneo di pallanuoto.
Ha vinto anche 1 argento ai Giochi Panamericani del 1959.

## Palmarès

### Nazionale
- Argento ai Giochi panamericani

1959